# Cacodaemon bellicosus
Cacodaemon bellicosus es una especie de coleóptero de la familia Endomychidae.

## Distribución geográfica
Habita en Sumatra y Singapur.